# Rezerwat przyrody Stręszek
Rezerwat przyrody Stręszek – torfowiskowy rezerwat przyrody w gminie Zbiczno, w powiecie brodnickim, w województwie kujawsko-pomorskim. Jest zlokalizowany na terenie Brodnickiego Parku Krajobrazowego.
Obejmuje jezioro śródleśne wraz z otaczającym pasem torfowiska wysokiego o powierzchni 4,46 ha. Został powołany Zarządzeniem Ministra Leśnictwa i Przemysłu Drzewnego z 26 kwietnia 1963 roku (M.P. z 1963 r. nr 44, poz. 220). Według aktu powołującego, rezerwat utworzono w celu zachowania ze względów naukowych i dydaktycznych zespołu roślinności torfowiskowo-bagiennej.
Obszar rezerwatu podlega ochronie ścisłej (3,31 ha) i czynnej (1,15 ha).